# Mount Saint Helens
Muntele Sfânta Elena , conform originalului, Mount Saint Helens,  este un vulcan activ din comitatul Skamania din sudul statului Washington, Statele Unite ale Americii. Muntele are înălțimea de  2.549 m, aparținând masivului montan Munții Cascadelor care este un lanț de vulcani care se întind de-a lungul coastei de vest a Americii de Nord. Acești vulcani aparțin de grupa mai mare a vulcanilor numită Cercul de foc al Pacificului. Erupția vulcanului a pustiit suprafețe semnificative din parcul național, care au început încet să se regenereze. Muntele St Helens este cel mai faimos pentru eruptia sa catastrofala de pe 18 mai 1980, care a fost evenimentul cel mai important pe plan economic  provocat de un vulcan din istoria Statelor Unite. Cincizeci și șapte de persoane au fost ucise, 250 case, 47 poduri, 24 km  de cale ferată, și de 298 km  de autostradă au fost distruse. O avalanșă masiva s-a declanșat in urma unui cutremur cu magnitudinea de 5.1 grade pe scara Richter, cutremur care a provocat o puternica   eruptie, reducând  inaltimea muntelui de la 2,950 m la inltimea de 2,549 m  și înlocuirea varfului de munte cu un creter de 1.6 km  in forma de potcoava. Cutremurul a fost cauzat de o creștere bruscă a magmei din mantaua Pamantului.